# Berenguer de Cruïlles

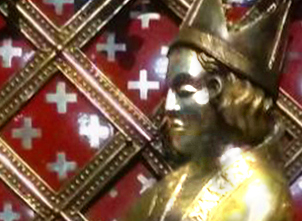
Berenguer de Cruïlles in einem Goldrelief in der Kathedrale von Barcelona

Berenguer de Cruïlles (* um 1310 in Peratallada; † 1362 in Barcelona) war von 1349 bis 1362 Bischof von Girona und von 1359 bis 1362 erster Präsident der Generalitat de Catalunya.

## Leben und Werk
Berenguer de Cruïlles wurde 1321 Kleriker, 1330 Kanoniker und 1336 Kantor der Kathedrale von Barcelona. 1342 wurde er Abt von Sant Feliu. 1349 wurde er von Papst Clemens VI. zum Bischof von Girona ernannt.
Berenguer de Cruïlles unterstützte energisch die Exkommunikation des Grafen von Empúries Ramon Berenguer (von Aragon und von Anjou, 1308–1366), des Onkels des Königs Peter IV. von Aragon. 1357 unterstützte er die Fertigstellung des von seinem Vorgänger und Onkel Gilabert de Cruïlles (1334–1335) begonnenen Goldschmiedealtars der Kathedrale. 1359 wurde er bei Gründung der Generalitat de Catalunya zum Abgeordneten dieses Gremiums und zu dessen ersten Präsidenten gewählt.